# Mabellina prescotti
Mabellina prescotti is een spinnensoort in de taxonomische indeling van de springspinnen (Salticidae).
Het dier behoort tot het geslacht Mabellina. De wetenschappelijke naam van de soort werd voor het eerst geldig gepubliceerd in 1946 door Arthur Merton Chickering.